# Aeroportul Municipal Fallon
Aeroportul Municipal Fallon (IATA: FLX, ICAO: KFLX, FAA LID: FLX) este un aeroport din Nevada, Statele Unite ale Americii ce deservește zona Fallon⁠(d). A fost numit după zona deservită.
Situat la o altitudine de 1.208 m, aeroportul dispune de 2 piste.

## Infrastructură

### Piste
Aeroportul dispune de 2 piste. Pista 03/21 are suprafața de asfalt și dimensiunile 5.703 picioare × 75 picioare. Pista 13/31 are suprafața de loam[*] și dimensiunile 4.207 picioare × 100 picioare. 